# Opactwo Benedyktynek w Staniątkach
Opactwo Benedyktynek – kościół św. Wojciecha oraz najstarszy polski klasztor mniszek benedyktynek, znajdujące się w Staniątkach, w gminie Niepołomice województwa małopolskiego.

## Historia
Według tradycji ufundowany w 1228 roku przez Klemensa z Brzeźnicy z rodu Gryfitów i jego żonę Racławę, których córka Wisenna została pierwszą ksienią klasztoru. W 1253 przywileje klasztorne zostały potwierdzone bullą papieża Innocentego IV. Pierwotne drewniane i kamienne zabudowania zostały w większości zniszczone podczas pożaru w 1530 r. Spłonęła wtedy również cała biblioteka. Odbudowany w latach 1619–1649 staraniem ksieni Anny Cecylii Trzcińskiej, klasztor został poważnie zniszczony podczas potopu szwedzkiego i później, podczas wojny północnej. 
W 1648 roku opactwo założyło w Krakowie klasztor św. Scholastyki. Zakonnice podjęły jednak próbę uniezależnienia się od opactwa macierzystego, o co spór toczył się w latach 1657–1663. Zakończył się on powrotem krakowskich mniszek do Staniątek i kasacją domu w 1782 r.
Klasztor uniknął kasacji przez władze austriackie w XVIII w. ze względu na prowadzoną przez siostry szkołę dla dziewcząt (na żądanie cesarza Józefa II otwarto w 1784 r. rządową szkołę dla panien i szkółkę dla dzieci wiejskich). Szkoły rozwinęły się w XIX w., a w 1923 r. dodano pięcioletnie gimnazjum. Placówki zostały zamknięte przez władze komunistyczne w 1953 r. W latach 1954–1956 siostry zostały zmuszone do przeniesienia się do Alwerni. W latach 1945–74 istniał przeorat klasztoru w Łazach.
Opactwo należy do polskiej Kongregacji Benedyktynek pw. Niepokalanego Poczęcia najświętszej Maryi Panny.
W 2016 roku w opactwie obchodzono 800-lecie fundacji klasztoru.

## Budowla kościoła
Świątynia była wznoszona w dwóch akcjach budowlanych. Konsekracja wzniesionego w pierwszym etapie prezbiterium nastąpiła w 1238 roku, zaś korpus halowy został dostawiony w II poł. XIII w. Jest to jedna z najstarszych świątyń gotyckich w Polsce, a najstarsza typu halowego. Budowniczowie są znani z imienia – Wierzbięta i Jaśko, co było rzadkością w tym okresie. Konstrukcja o krótkiej, trójprzęsłowej nawie z dwuprzęsłowym prezbiterium, w XVII w. przebudowana w stylu barokowym. Do najważniejszych dzieł sztuki w kościele należą rzeźby Madonn z XIV w., rzeźba Chrystusa Frasobliwego z XVI w. z warsztatu Wita Stwosza i obraz Matki Boskiej Bolesnej, zwanej Smętną Dobrodziejką ze Staniątek pochodzący z XVI w.; klasztor posiada też muzeum i bibliotekę, a w nich bogate zbiory sprzętów liturgicznych, ksiąg (w tym starych druków), rękopisów (też muzycznych) oraz dokumentów (w tym bulle papieskie z XIII w.).
Klasztor został uszkodzony podczas działań wojennych w listopadzie 1914 r. – pamiątką są pociski artyleryjskie wbite w północny mur kościoła.
W maju 2020 opactwo zostało wpisane na listę Pomników historii.

## Inne informacje
W przyklasztornych stawach siostry prowadzą hodowlę karpia.

## Galeria

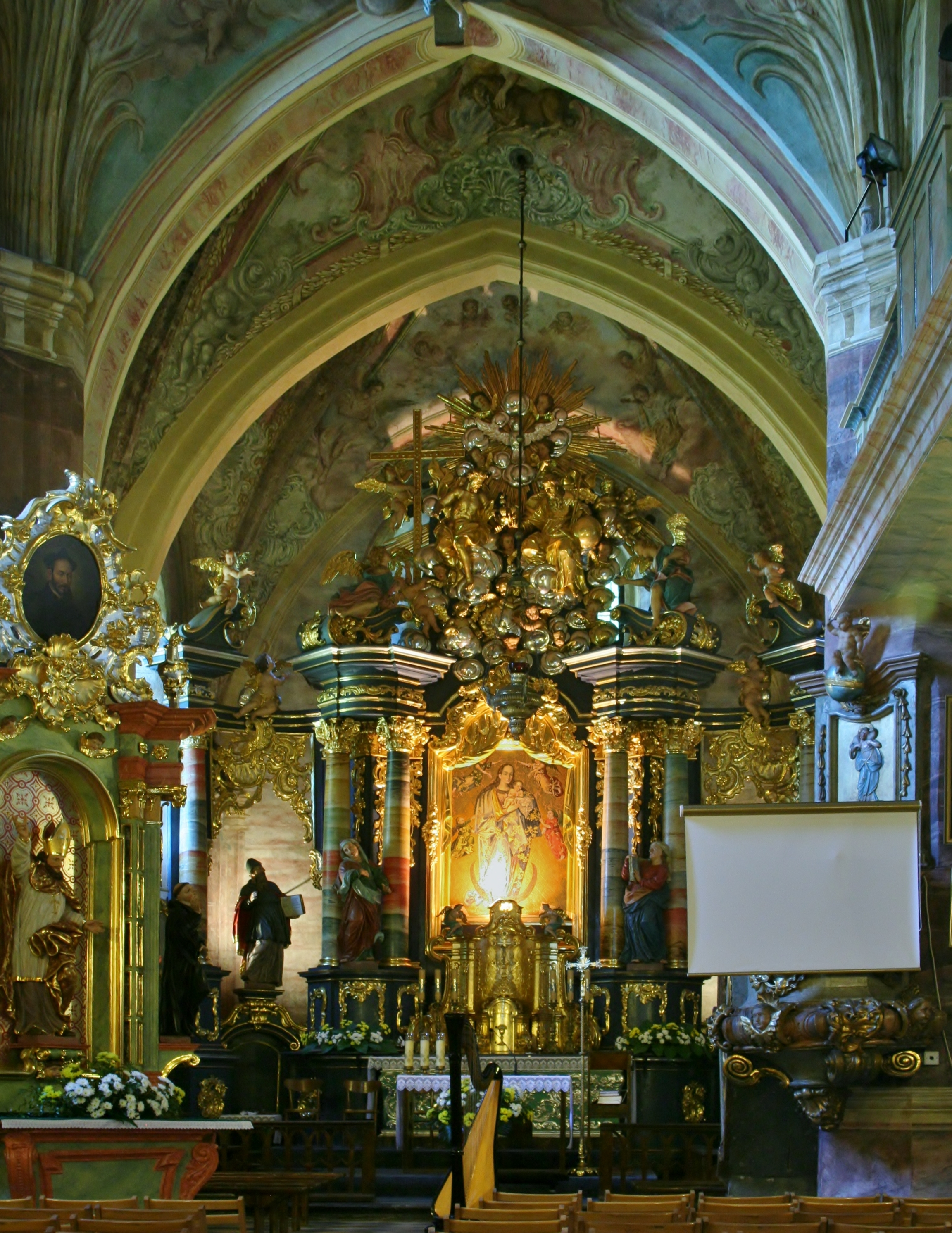
Wnętrze kościoła
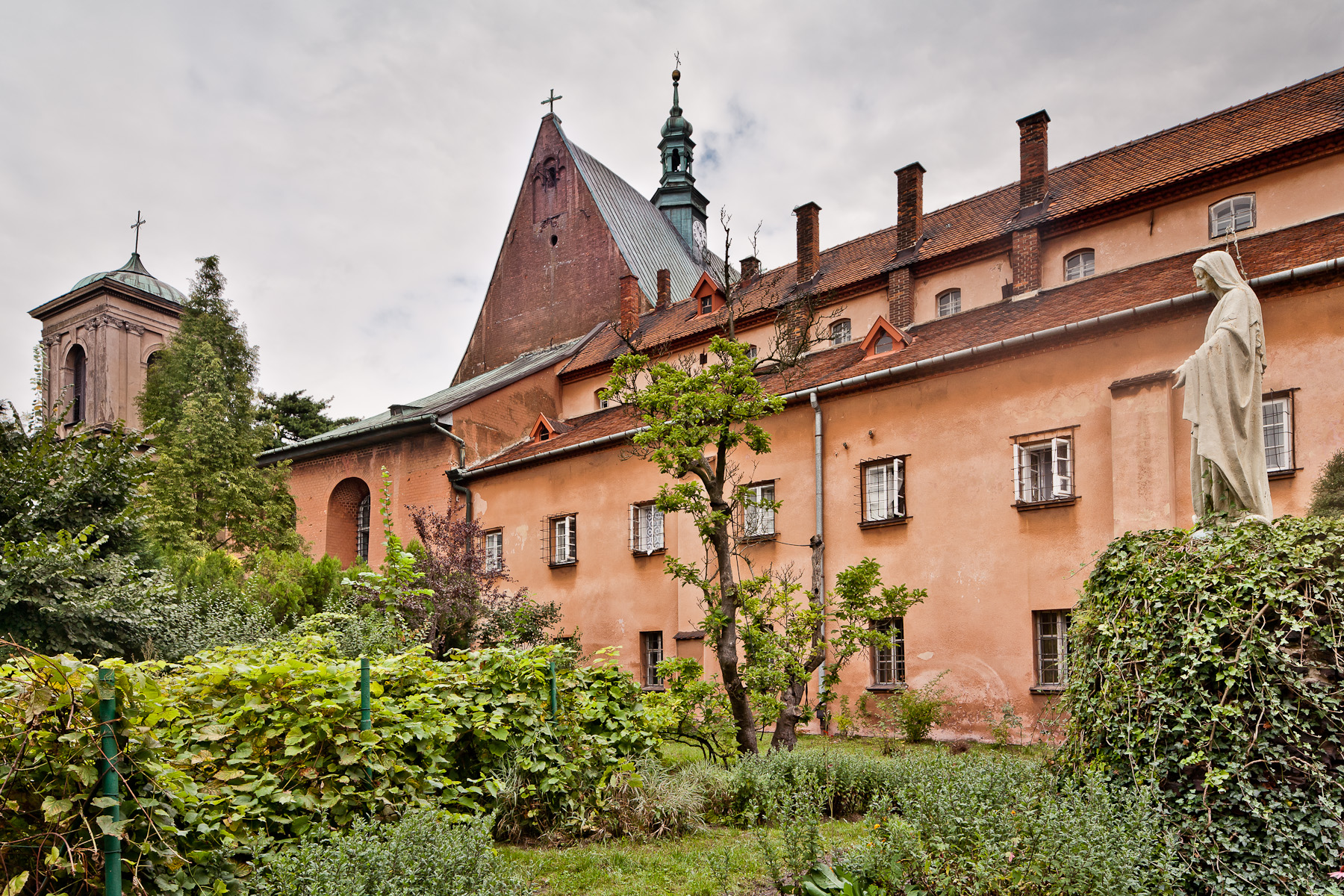
Ogród
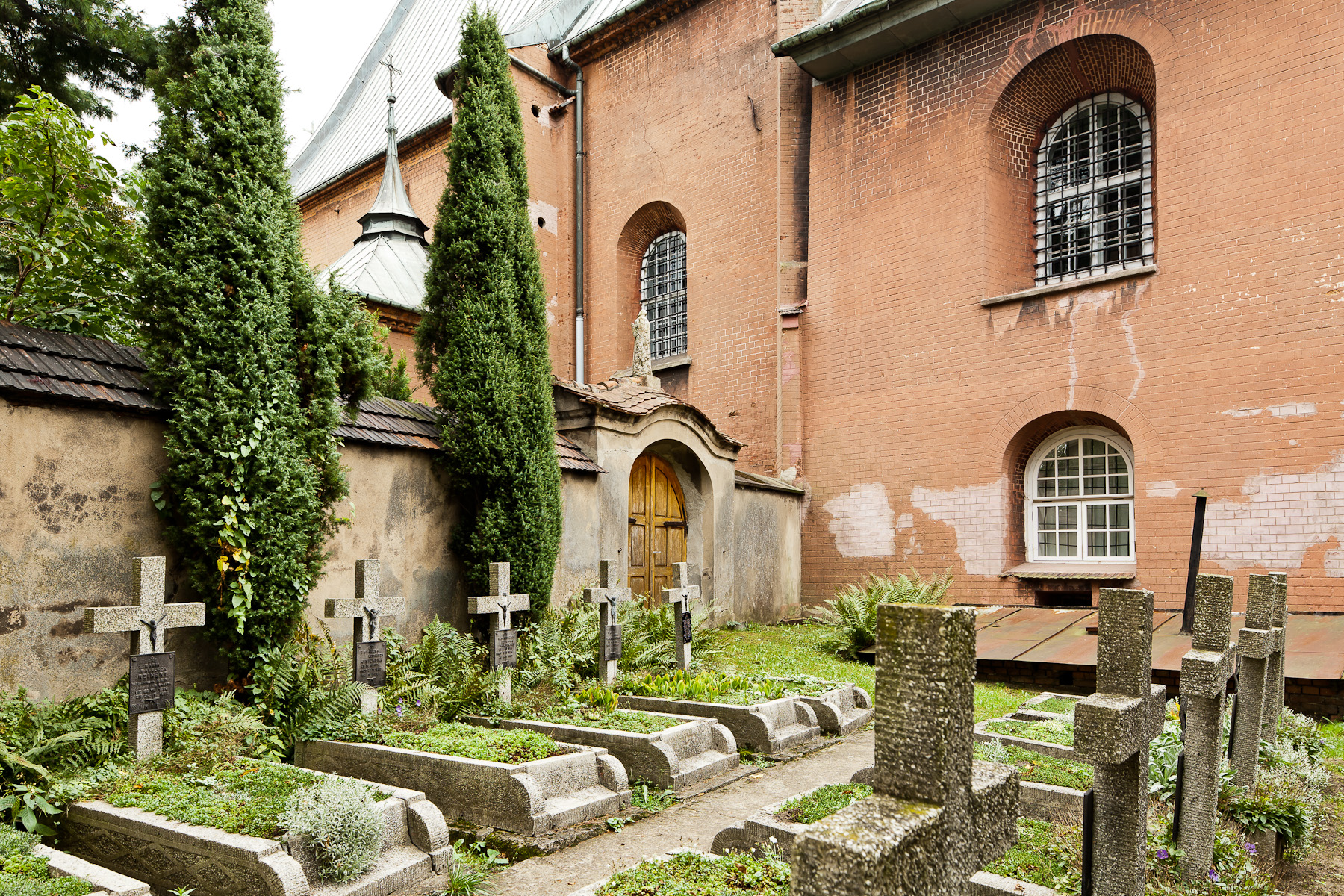
Cmentarz
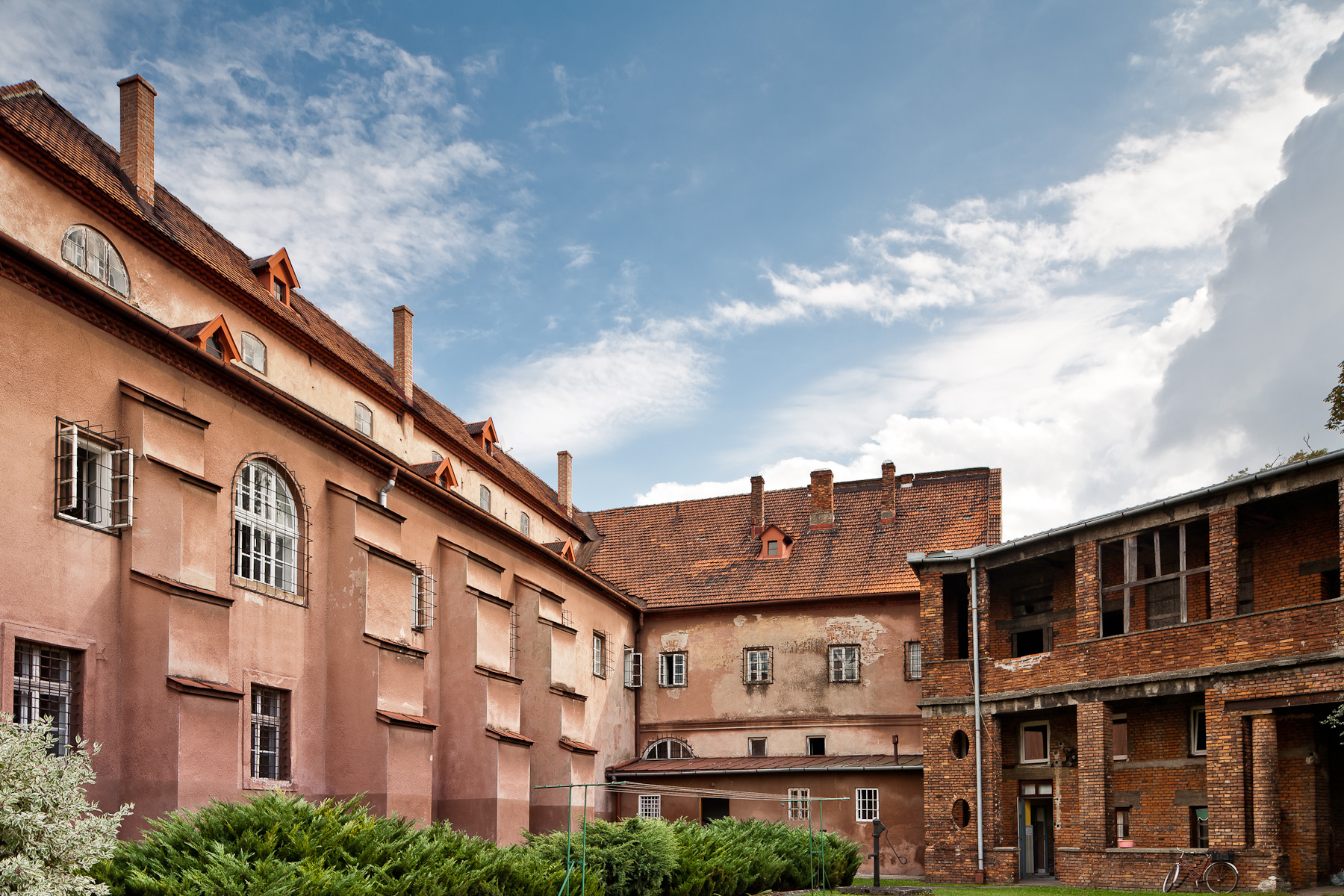
Dziedziniec
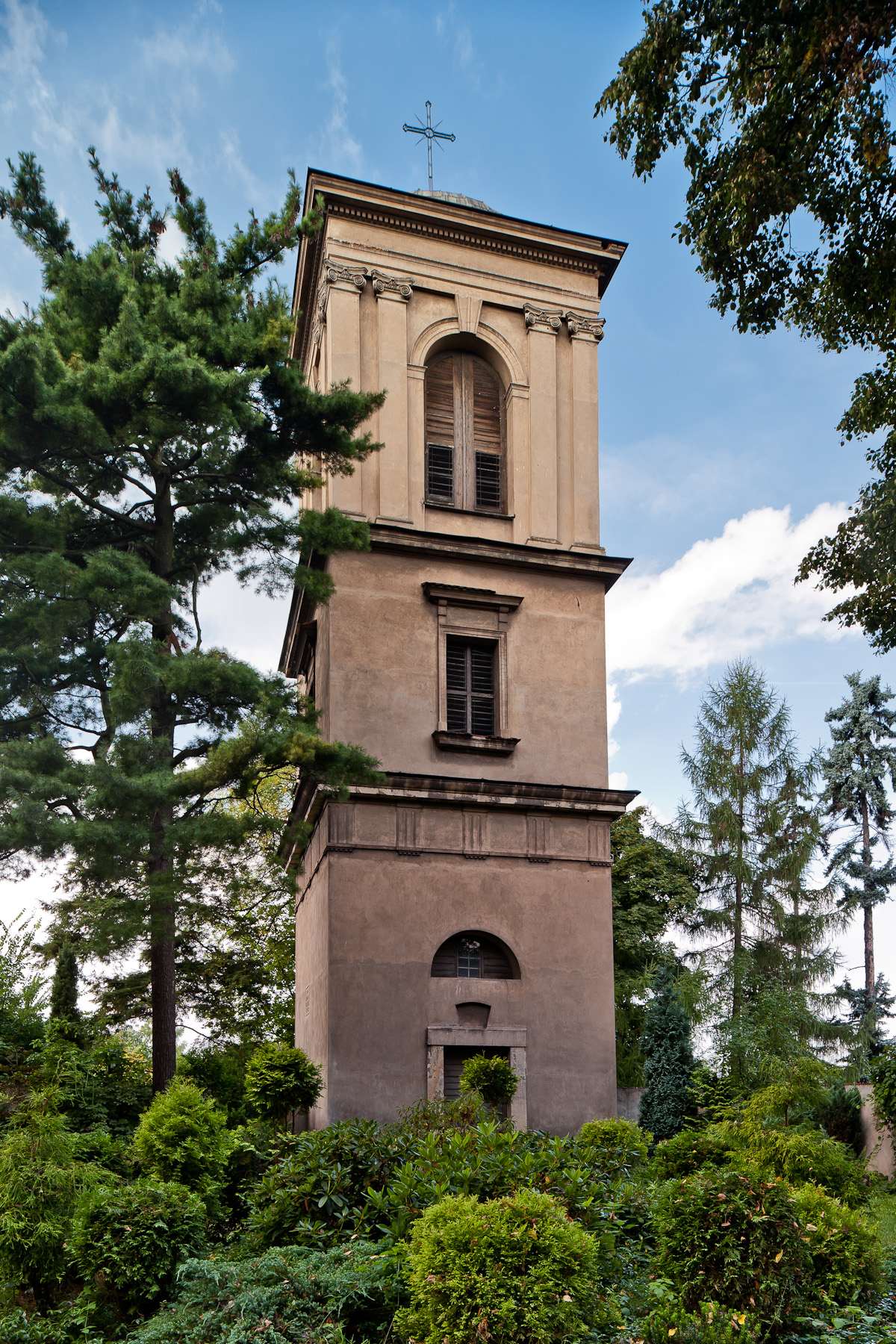
Dzwonnica
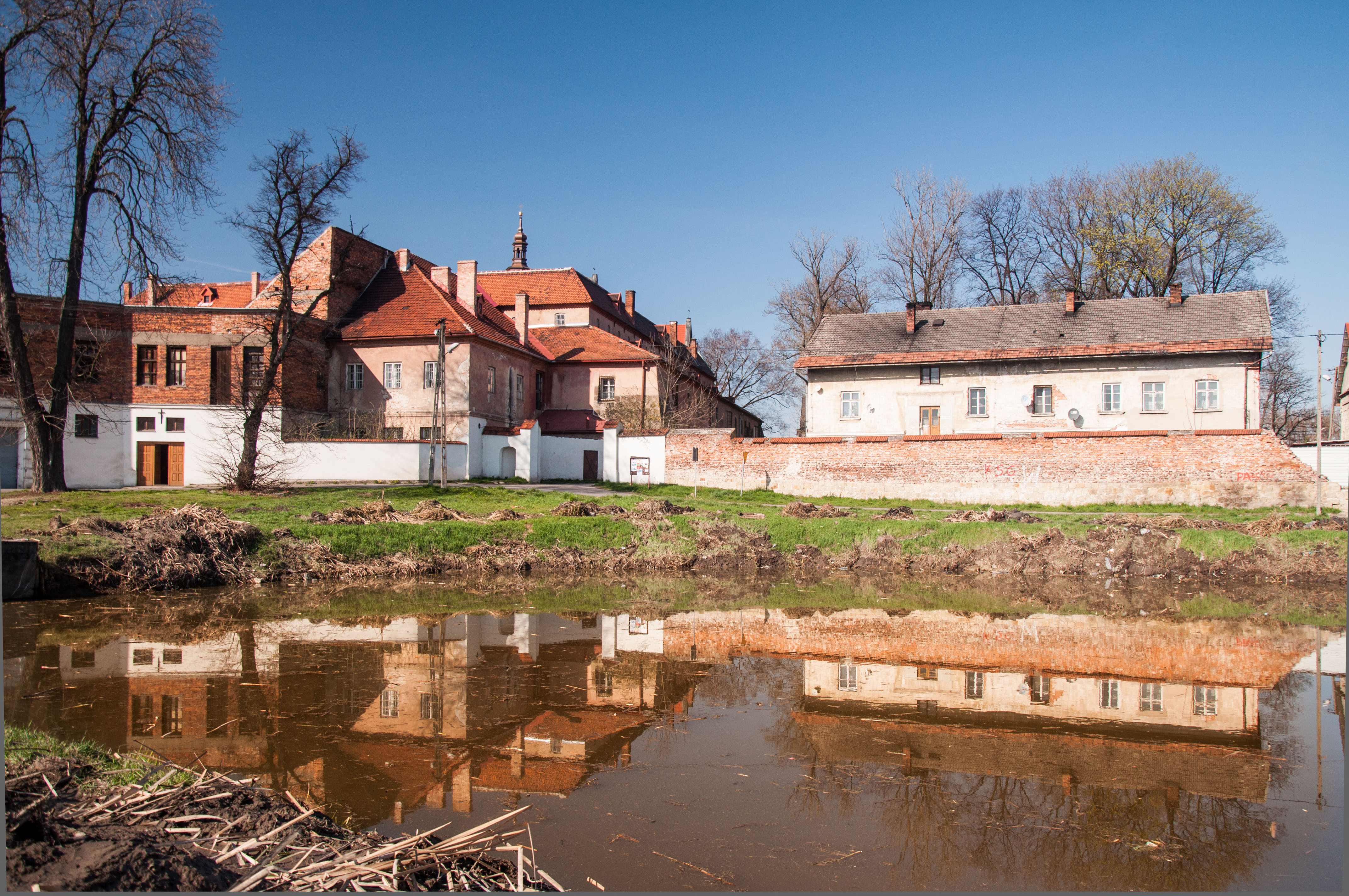
Zabudowania